# Опиев, Тынышбай
Тынышбай Опиев (3 мая 1932, село Миялы, Кзылкогинский район, Гурьевская область, Казахская ССР, СССР — 1987) — советский и казахский нефтяник, бурильщик, буровой мастер. Кавалер орденов «Ленина» и «Знак Почёта». Почётный гражданин города Жанаозен. Заслуженный нефтяник Казахской ССР (1961).

## Биография
Родился 3 мая 1932 года в селе Миялы, в Кзылкогинском районе.
С 1949 по 1950 год буровой рабочий конторы бурения.
С 1950 по 1953 год служба в рядах армии.
С 1953 по 1963 год помощник бурильщика, бурильщик, буровой мастер Кульсаринской конторы бурения.
С 1963 года делегат VI съезда Всесоюзных геологоразведочных работ.
с 1963 по 1987 год бурильщик, буровой мастер Узенского управления буровых работ.
Скончался в 1987 году.

## Награды и звания
- Награждён орденом «Знак Почёта» и Орденом Ленина
- Заслуженный нефтяник Казахской ССР (1961).
- Награждён Почётной грамотой Верховного Совета Казахской ССР (1965)
- Медаль «За трудовое отличие» (1954)
- Медаль «В ознаменование 100-летия со дня рождения Владимира Ильича Ленина» (1970)
- Орден Ленина высшая государственная награда СССР за значительный вклад в освоение нефтегазовых месторождений и развитие нефтяной промышленности СССР и Казахской ССР (1971).
- Медаль «Ветеран труда»